# 林川李氏
林川李氏是一個本貫為忠清南道扶餘郡的朝鮮氏族，根據2000年人口普查，人數約704人。
始祖是高麗末年歸化的畏兀兒人李玄，他曾作為翻譯出使南京，因功勞得林川作封地，成為林川李氏之祖。